# アルゼンチンの都市の一覧

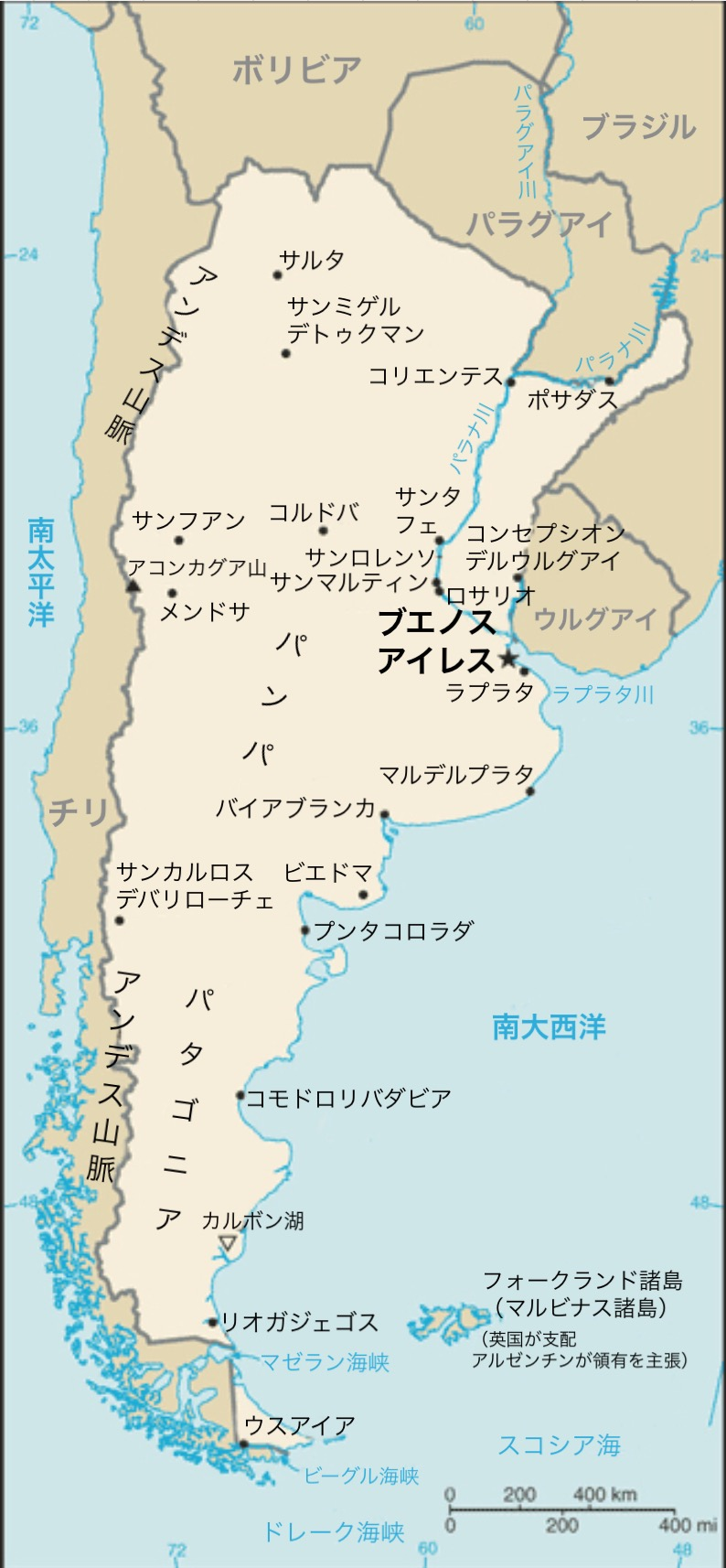
アルゼンチンの地図

アルゼンチンの都市の一覧。
首都・最大都市はブエノス・アイレス。

## 人口上位10都市(2017年)
| 順位 | 都市                         | スペイン語            | 人口       | 州                   |
| ---- | ---------------------------- | --------------------- | ---------- | -------------------- |
| 1.   | ブエノス・アイレス           | Buenos Aires          | 14,879,100 | 連邦地区             |
| 2.   | コルドバ                     | Córdoba               | 1,587,200  | コルドバ州           |
| 3.   | ロサリオ                     | Rosario               | 1,322,500  | サンタ・フェ州       |
| 4.   | メンドーサ                   | Mendoza               | 1,032,800  | メンドーサ州         |
| 5.   | サン・ミゲル・デ・トゥクマン | San Miguel de Tucumán | 883,600    | トゥクマン州         |
| 6.   | ラ・プラタ                   | La Plata              | 840,100    | ブエノス・アイレス州 |
| 7.   | サルタ                       | Salta                 | 626,600    | サルタ州             |
| 8.   | マル・デル・プラタ           | Mar del Plata         | 620,400    | ブエノス・アイレス州 |
| 9.   | サンタ・フェ                 | Santa Fe              | 531,300    | サンタ・フェ州       |
| 10.  | サン・フアン                 | San Juan              | 503,200    | サン・フアン州       |

## その他の都市
- アベジャネーダ
- アベジャネーダ・パルティード
- ウシュアイア
- ウマウアカ
- エセイサ (パルティード)
- エル・カラファテ
- カニャーダ・デ・ゴメス
- カリンガスタ
- キルメス
- キルメス・パルティード
- コモドーロ・リバダビア
- コリエンテス
- コンコルディア
- サン・イシドロ・パルティード
- サン・カルロス・デ・バリローチェ
- サン・サルバドール・デ・フフイ
- サンタ・ローサ
- サンティアゴ・デル・エステロ
- サン・フェルナンド・デル・バジェ・デ・カタマルカ
- サン・ルイス
- サン・ロレンソ
- タンディル
- チャラタ
- ティグレ
- テルマス・デ・リオ・オンド
- トレレウ
- ネウケン
- バイア・ブランカ
- パラナ
- バンフィエルド
- ビエドマ
- ビジャ・カステリ
- ビジャ・メルセデス
- プエルト・イグアス
- フォルモーサ
- ヘネラル・アルベアール
- ペルガミーノ
- ポサーダス
- マル・デ・アホ
- メルロ
- モロン
- ラウソン
- ラコスタ (パルティード)
- ラヌース
- ラ・パス
- ラ・リオハ
- リオ・ガジェゴス
- リオ・クアルト
- リオ・グランデ
- レクレオ
- レシステンシア
- ローマス・デ・サモーラ